# Stigmella tricentra
Stigmella tricentra là một loài bướm đêm thuộc họ Nepticulidae. Nó được tìm thấy ở New Zealand.
Chiều dài cánh trước khoảng 2.6 mm. Con trưởng thành bay emerging through the upper cuticle of the leaf in tháng 3 và tháng 10. Adults reared from larvae collected in
May, tháng 7 và tháng 8 hatched tháng 6, tháng 8 và tháng 9. There are probably two generations per year.
Ấu trùng ăn Helichrysum aggregatum. Chúng ăn lá nơi chúng làm tổ.